# Le Dernier Château (Jack Vance)
Ne doit pas être confondu avec Le Dernier Château.
Le Dernier Château (titre original : The Last Castle) est un roman court de Jack Vance, publié en 1966. Il fait partie de l'anthologie Papillon de lune publiée chez Pocket Science-fiction.

## Prix littéraires
- Prix Nebula du meilleur roman court en 1966
- Prix Hugo de la meilleure nouvelle longue en 1967.

## Parutions

### Parutions aux États-Unis
La nouvelle est d'abord publiée dans le magazine Galaxy Science Fiction d'avril 1966. On la retrouve dans le recueil The Jack Vance Treasury paru en 2007 chez Subterranean Press.

### Parutions en France
La nouvelle est initialement publiée en France dans Galaxie, 2e série, no 31, éditions OPTA, en novembre 1966.
Par la suite elle paraît dans Le Livre d'or de la science-fiction : Jack Vance.

### Parutions dans d'autres pays
Le Dernier Château est publiée :
- en allemand :
  - en 1971, sous le titre Die letzte Burg ;
  - en 1981, sous le titre Das letzte Kastell ;
  - en 1981, sous le titre Die letzte Festung ;
  - en 1986, sous le titre Die letzte Festung ;
- en néerlandais, sous le titre Het Laatste Kasteel (1974, puis 1982) ;
- en italien, sous le titre L'ultimo castello (1975, puis 1994, enfin 2003).

## Résumé
Dans un avenir lointain, sur une planète Terre méconnaissable, apparaît une société divisée entre les Nobles et les Esclaves.
Quelques milliers de nobles vivent dans leurs châteaux, entourés de luxe et à la poursuite de la perfection esthétique, mais ils ont perdu la capacité de faire face aux problèmes de la vie réelle, servis en tout par des esclaves extraterrestres trouvés ici et là dans la galaxie au cours de milliers d'années de voyages dans l'espace.
Mais le feu couve sous la cendre : une révolte soudaine et inexplicable d'une de ces races d'esclaves, les Meks (ayant un pouvoir télépathique puissant), plonge toute la société dans le chaos. Non seulement les Meks abandonnent les humains mais simultanément, commencent à attaquer et assiéger les châteaux.
Lorsque les châteaux tombent les uns après les autres, les Meks exterminent systématiquement et impitoyablement tous leurs occupants, humains ou non. Cependant, même ce constat ne pousse pas la majorité de la noblesse à réagir. Ceux-ci considèrent en quelque sorte que le simple fait de prendre note de la révolte de leurs anciens esclaves les rabaisse à leur niveau.
Néanmoins tous les nobles n'acceptent pas ce destin et, même si cela implique de se mettre en marge de leur société, certains décident de réagir. L'un d'eux, Xanten du château de Hagedorn, avec l'aide des Oiseaux, une espèce d'esclaves qui vole, part à la recherche d'aide et d'alliés pour s'opposer aux Meks.
Après diverses pérégrinations et après avoir fait prisonnier un Mek, Xanten tombe sur certains groupes d'êtres humains vivant en dehors des châteaux, les Nomades - une sorte de bandits qui parcourent la planète en volant les nobles - et les Expiationnistes - un groupe d'anciens nobles volontairement exilés en raison de leur rejet du mode de vie des nobles.
Quand enfin, des neuf châteaux de la Terre, seul le Château Hagedorn résiste encore au siège des Meks, Xanten convainc certains des Nomades et des Expiationnistes, et une partie de la noblesse de Château Hagedorn qui s'est échappée grâce aux Oiseaux, d'attaque de l'extérieur les assiégeants.
L'attaque est un succès et les Meks passent du rôle d'attaquants à celui de défenseurs. Après plusieurs mois de lutte, ils acceptent finalement de se rendre et d'être renvoyés dans leur planète d'origine, Etamin 9. Pas avant, toutefois, d'avoir tué les nobles restés au château qui avaient refusé de se joindre à ceux qui avaient réagi.
Après le départ des Meks, l'humanité, après avoir retrouvé unité et dignité dans la lutte pour sa survie, décide de créer une nouvelle société sur Terre, non plus basée sur l'exploitation des esclaves, mais sur l'égalité entre tous les humains.